# Sobhuza II
Sobhuza II (Mbabane, 22 juli 1899 – 21 augustus 1982), was Paramount Chief (Opperhoofdman) van Swaziland van 1921 tot 1968 en koning van Swaziland van 1968 tot 1982.
Sobhuza's vader, Chief Ngwane V, overleed op 10 december 1899, toen Sobhuza nog maar een paar maanden oud was. Sobhuza werd toen uitgeroepen tot Paramount Chief, maar stond tot 1921 onder regentschap van zijn grootmoeder, koningin Labotsibeni Gwamile Mdluli. 
Kroonprins Sobhuza volgde opleidingen in Swaziland en in Groot-Brittannië.
Op 22 december 1922 werd Sobhuza II gekroond tot Paramount Chief. In 1967 werd hij staatshoofd van het autonome Swaziland en op 6 september 1968 werd hij koning van het onafhankelijke koninkrijk Swaziland. Van 1968 tot 1973 fungeerde Sobhuza II als constitutioneel monarch, maar in 1973 nam hijzelf de macht in handen en werd absoluut monarch. Volgens de koning hoort een absolute monarchie meer bij de volksaard van de Swazi's. Politieke partijen zijn sinds 1973 in Swaziland verboden. Tegenstanders van het regime van koning Sobhuza, zoals Ambrose Zwane, belandden achter de tralies of hun werd een spreekverbod opgelegd. Zwane vluchtte in 1978 naar het buitenland.
In 1977 werd er een stamoudstenvergadering, de Tinkhundla, ingevoerd. In 1978 werden er verkiezingen gehouden voor een kiescollege, die een Nationale Vergadering aanwees. Deze Nationale Vergadering, die nog steeds bestaat, heeft geen werkelijke invloed.
De regering van koning Sohuza onderhield nauwe betrekkingen met het apartheidsregime in Zuid-Afrika. Dit was niet verwonderlijk, omdat Swaziland economisch geheel afhankelijk is van Zuid-Afrika.
In eigen land ontving de koning de steun van de stamoudsten en de blanke minderheid.
Koning Sobhuza II overleed in augustus 1982 aan de gevolgen van een longontsteking. Hij was toen de langstregerende soevereine vorst van een Afrikaans land. Koning Sobhuza had 70 vrouwen en 210 kinderen.
Koning Sobhuza's zoon, Mswati III, is de huidige koning van Swaziland. 